# Mabata Bata
Mabata Bata es una película coproducción de Mozambique y Portugal filmada en colores dirigida por Sol de Carvalho sobre su propio guion escrito en colaboración con Mia Couto y José Magro sobre la novela O dia que explodiu Mabata Bata de Mia Couto, que se estrenó el 30 de abril de 2017 y que tuvo como actores principales a Mário Mabjaia, Medianeira Massingue,  Wilton Boene y Filomena Remigio. Fue filmada en Chibuto, Gaza, Mozambique.

## Sinopsis
Mabata Bata es uno de los bueyes del rebaño que cuida Azarías para la dote -el “lobolo”- que según las costumbres locales debe entregar su tío Raúl para casarse, pero un día, el animal pisa una de las minas que fue colocada durante cercana guerra civil y se suceden los acontecimientos.

## Comentarios
Olivier Barlet escribió:

”La belleza de Mabata Bata es fulgurante… una película transcendente, que desgraciadamente todavía no ha sido estrenada en las salas francesas ni españolas, y que supone una apertura hacia el trabajo estético para los cines de África…La película nos traslada a un universo de una extrema actualidad aunque la actualidad no se menciona.”  

Sol de Carvalho explicó en un reportaje realizado a propósito de Mabata Bata:

”¿Cómo juzgar a quien nos ha herido? ¿Lo perdonamos o más bien nos vengamos? ¿Cuál es la regla aquí? La historia de Azarias solo es la de un ganadero concreto, pero me encontré con que había una buena base para un cuestionamiento sobre este tema. Lo hablé con Mia Couto. La reconciliación es una negociación. De hecho, Azarias quiere irse pero pide a una mujer a cambio, que corresponde a su historia de amor durante su adolescencia. En Mozambique, para alcanzar la paz, el simple perdón no sería realista: no podemos olvidar. La guerra se opone permanentemente al desarrollo del país, reduciendo al máximo cualquier iniciativa. Pero toda solución alternativa es terriblemente frágil. El mundo espiritual de Mozambique ofrece diversas posibilidades. Los rituales son necesarios. La película nos muestra que los rituales y las negociaciones deben coexistir.

El Festival Internacional de Cine de Róterdam escribió:

Los tiempos y las realidades se fusionan a la perfección en esta adaptación mágica y realista de una historia corta de Mia Couto…Mientras el viejo espíritu de Azarias se ve, la película progresa lentamente hacia su apoteosis: el punto en el que el joven Azarias dejó de existir.”

## Reparto
- Mário Mabjaia	...	Espírito
- Medianeira Massingue	...	Lúcia
- Wilton Boene	...	José
- Filomena Remigio	...	Carolina
- Emílio Bila	...	Azarias
- Horácio Guiamba	...	Raul
- Esperança Naiene	...	Irondina
- Shcozo Ichiyama

## Premios, nominaciones y exhibición en festivales
La película fue exhibida en el Festival Internacional de Cine de Róterdam y fue galardonada con los siguientes premios:
II Festival Atlantis Film Awards
- Mabata Bata ganadora de una Mención Especial.[7]

Premios CinEuphoria 2018
- Tiago Cardoso y Dinis Henriques, nominados para el Premio a los Mejores Efectos Especiales en la competencia nacional
- Louiggi Junior nominado al Premio al Mejor Vestuario en la competencia nacional
- Pierre Dufloo nominado al Premio a la Mejor Música Original en la competencia nacional

Festival Panafricano de Cine y Televisión de Uagadugú
- Jorge Quintela, ganador Premio a la Mejor Fotografía de un Largometraje de Ficción.
- André Guiomar, ganador del Premio al Mejor Montaje.

Premio Antonio Loja Neves de la Federação Portuguesa de Cineclubes (FPCC).
- Mabata Bata ganadora del Premio a la Mejor Película.[9]

Festival Internacional de Cine Árabe de Kazan, Rusia, 2019
- Mabata Bata, ganadora del Premio Diálogos de Culturas en el Mundo Islámico

Festival de Cine Independiente de Nueva York, 2019
- Mabata Bata, ganadora del Premio  a la Mejor Película de Ficción

Festival de Cine Africano de Luxor, 2019
- Mabata Bata, ganadora del Premio Radwan El-Kashef a la Mejor Película sobre un tema africano.

Plateau - Festival Internacional de Cine (Cabo Verde)
- Mabata Bata, ganadora del Premio  a la Mejor Película

Festival de Cine Africano de  Angers, 17 edición
- Mabata Bata, ganadora del Premio del Jurado Joven  a la Mejor Película

Festival Afroamericano Langston Hughes (LHAAFF), 2019
- Mabata Bata, ganadora del Premio a la Mejor Película